# Eisenblech
Eisenblech wird in der Regel auf Walzwerken hergestellt.
Letztere haben zwei Walzen und sind mit einer Vorrichtung versehen, um das Blech nach jedem Durchgang durch die Walzen zurückzuheben, oder die Walzen drehen sich nach beiden Richtungen (Reversier- oder Kehrwalzwerke). Man benutzt auch Walzwerke mit drei Walzen und lässt das Blech zwischen der unteren und mittleren Walze in der einen, zwischen der mittleren und der oberen Walze in der anderen Richtung gehen. Sturzblech (das dünnste Eisenblech bis zu 0,1 mm Stärke) wird aus Flacheisen gefertigt, indem man es in Stücke zerschneidet und diese glühend bis zu einer der Breite des anzufertigenden Bleches entsprechenden Länge ausreckt.
Die Stürze werden dann glühend quer in ein zweites Walzwerk gebracht, so dass aus ihrer Breite allmählich die Blechlänge hervorgeht. Bei einer bestimmten Stärke biegt man sie mit dem Hammer in der Mitte zusammen, taucht sie in Lehmwasser, steckt mehrere ineinander und walzt sie unter wiederholtem Glühen allmählich völlig aus. Das zu Weißblech bestimmte Sturzblech wird mit Schwefelsäure von Glühspan befreit, in verschlossenen Töpfen geglüht und nach dem Erkalten unter gehärteten Stahlwalzen blank gewalzt.
Das stärkere Kesselblech wird in derselben Weise aus Eisenstücken (Brammen) hergestellt, die man aus Rohstäben unter dem Dampfhammer zusammengeschweißt hat. Schwere Bleche schweißt man unter dem Walzwerk aus zwei oder mehreren vorgewalzten Blechen zusammen. Die stärksten Eisenbleche sind Panzerplatten von 0,3 m Stärke und mehr. Die fertigen Bleche werden an den Rändern beschnitten, die Panzerplatten auf Stoß- oder Hobelmaschinen, alle übrigen mit Scheren verschiedener Konstruktionen. Das gewöhnliche Eisenblech (Schwarzblech) wird zum Schutz gegen Rost verzinnt und dadurch in Weißblech verwandelt oder verzinkt (galvanisiertes Eisenblech).
Eisenblech für Transformatoren mit besonderen magnetischen Eigenschaften bezeichnet man als Dynamoblech.

## Quelle
- Meyers Lexikon von 1888, Band 5, S. 5469.

Dieser Artikel basiert auf einem gemeinfreien Text aus Meyers Konversations-Lexikon, 4. Auflage von 1888 bis 1890.